# Вільям Ганна
Вільям Денбі Ганна (англ. William Denby Hanna; 14 липня 1910 — 22 березня 2001) — американський художник-аніматор, режисер, продюсер, разом зі своїм творчим партнером Джозефом Барбера створив всесвітньо відомий мультсеріал «Том і Джеррі».

## Життєпис
Народився 14 липня 1910 в штаті Нью-Мексико, США. Вже з раннього дитинства Вільям виявляв великий інтерес до анімаційного мистецтва і був упевнений, що стане художником.
В кінці 1920-х років він влаштувався художником в одну невеличку фірму з виробництва мальованої реклами, а на початку 1930-х років, в період Великої депресії, перебрався на захід Сполучених Штатів.
У 1936 Вільям Ганна переїхав до Каліфорнії. У липні того ж року він отримав роботу режисера на великій кіностудії Metro Goldwyn Mayer (MGM), де взявся за створення мультиплікаційних картин. У вересні 1936 вийшов мультфільм To Spring з легендарної серії «Капітан і діти», в якому Вільям Ганна створив усіх персонажів, і де вперше його ім'я фігурувало у титрах.
У 1937 Вільям Ганна познайомився на MGM з художником Джозефом Барбера, з яким став співпрацювати. У 1940 Ганна і Барбера, швидко здружився, створили картину «Кіт отримує стусан» (Puss Gets The Boot), у якій з'явилася нерозлучна пара персонажів — кіт Том і мишеня Джеррі.
Прем'єра першої анімаційної стрічки за участю Джаспера (Тома) і Джеррі Puss Gets the Boot відбулася 20 лютого 1940 у всіх кінотеатрах Америки.
У тому ж році в результаті їхньої співпраці з'являються мультфільми «Гуска відлітає на південь» і «Офіцер Пуч».
З 1941 по 1958 роки Вільям Ганна разом з Джозефом Барбера і продюсером Фредом Куїмбі (Fred Quimby) займався мультиплікаційною серією «Том і Джеррі», яка принесла йому 7 «Оскарів» — The Yankee Doodle Mouse (1943), Mouse Trouble (1944), Quiet Please! (1945), The Cat Concerto (1947) і інших. До 1954 вийшло 110 серій за участю Тома і Джеррі.
У 1955 виходить останній мультфільм у співпраці Ганни, Барбери та Квімбі — Доброчесність людей. Після цього Фред Квімбі залишив творчість, тому Ганна почав також виконувати обов'язки продюсера.
У 1958 після закриття виробництва анімаційних фільмів у Metro Goldwyn Mayer Ганна і Барбера створили свою власну студію Hanna-Barbera Prods Inc, на якій зайнялися створенням нових мультиплікаційних серій: The Flinstones (1960), The Jetsons (1962), Jonny Quest (1966), Scooby-Doo (1969).
Незважаючи на феноменальний успіх цих картин і на постійні величезні гонорари, одержувані Вільямом Ганною і Джозефом Барбера за серію мультфільмів, вони продовжують з таким же успіхом випускати нові серії, які навічно закріплюють за ними славу.
У 1984 Вільям Ганна отримав професійну премію художників-аніматорів Motion Picture Screen Cartoonists Awards в номінації Golden Award, у 1989 — спеціальну премію Джекі Куган Young Artist Awards з формулюванням «за видатний внесок».
У 1990 Ганна і Барбера зняли повнометражну картину Jetsons: the Movie, першу повнометражну картину, яка розійшлася в США з великою швидкістю.
У 1991 Вільям Ганна і Джозеф Барбера були удостоєні «зірки» на Алеї Слави у Голівуді.
З 1995 по 2001 роки Вільям Ганна активно продюсував різні мультиплікаційні картини, в тому числі всілякі інтерпретації серій «Том і Джеррі», «Скубі-Ду» тощо.
У лютому 2001 Вільям Ганна незважаючи на похилий вік і погіршення самопочуття спродюсував свою останню картину Cartoon Crack-Ups. 22 березня 2001 у віці 90 років він помер у своєму будинку в Каліфорнії від раку горла.
У нього залишилися син і дочка і семеро онуків.